# 绍略
绍略（法語：Chaulieu，法語發音：[ʃoljø]）是法国芒什省的一个市镇，属于阿夫朗什区。

## 地理
绍略（48°44'8"N, 0°51'43"W）面积10.64 平方千米，位于法国诺曼底大区芒什省，该省份为法国西北部沿海省份，西、北、东北三面环大西洋，东起顺时针与卡爾瓦多斯省、奧恩省、马耶讷省和伊勒-维莱讷省接壤。
与绍略接壤的市镇（或旧市镇、城区）包括：维尔诺曼底、圣克里斯托夫-德绍略、苏尔德瓦勒。

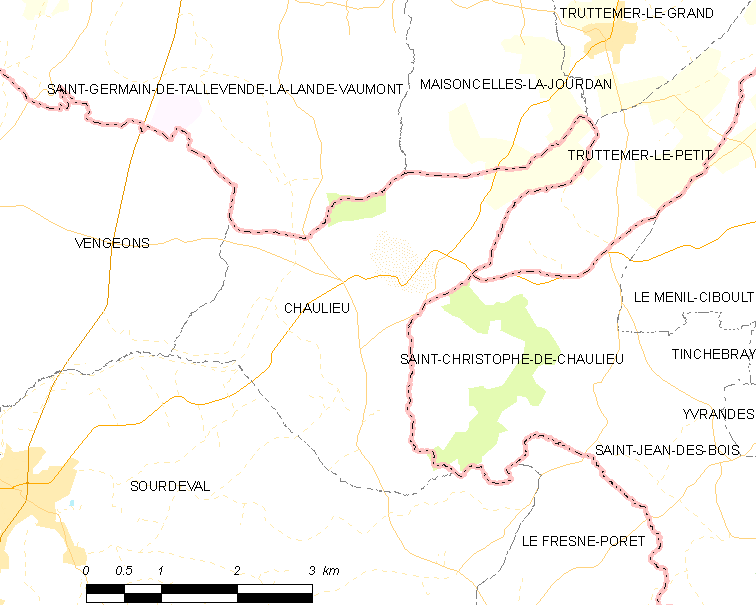
绍略的OSM定位图

绍略的时区为UTC+01:00、UTC+02:00（夏令时）。

## 行政
绍略的邮政编码为50150，INSEE市镇编码为50514。

## 政治
绍略所属的省级选区为勒莫尔泰奈县。

## 人口

1962-2008年间绍略人口变化图示

绍略于2022年1月1日时的人口数量为287人。